# Закон Тубона
Закон Тубона (фр. Loi Toubon (полное официальное название — закон 94-665 от 4 августа 1994 года касательно использования французского языка) — закон, изданный французским правительством для закрепления статуса французского языка как основного официального в документах правительства, на рабочем месте, в вывесках и маркировках товаров, коммерческих договорах, деловом общении и некоторых других областях. Действие закона не затрагивает сетевые и электронные средства информации, частные и некоммерческие структуры. Поводом для издания закона послужило постепенное увеличение использования английского языка во всех сферах жизни французского общества, чем озаботилась французская интеллигенция и в особенности Французская академия.
У закона есть ироническое прозвище «закон Оллгуда», loi Allgood («перевод» фамилии Toubon, осмысленной как tout + bon — «всё + хороший» — на английский).

## Детали
Автором закона стал консервативный министр культуры Франции Жак Тубон. Закон был отрицательно воспринят в британской и американской печати. Французские власти даже завели дело об административном правонарушении со стороны одного из вузов США (Политехнический университет Атланты), который, имея отделение в городе Мец с 200 студентами, не предоставлял сведения на французском языке. Дело было закрыто, а сам Университет перевёл сведения на французский и немецкий языки. Всё же, несмотря на принятие закона, он не распространяется на частный сектор.
Закон Тубона подвергается критике за его последствия для языковых меньшинств Франции. Согласно закону, государство не финансирует преподавание в школах на языках, отличных от французского. Тем самым существенно ограничивается область применения таких языков, как бретонский, провансальский, лотарингский (франкский) и других языков.